# Ischalia basalis
Ischalia basalis is een keversoort uit de familie Ischaliidae. De wetenschappelijke naam van de soort werd in 1877 gepubliceerd door Charles Owen Waterhouse.